# Ural–375
Az Ural–375 (oroszul: Урал−375) növelt terepjáróképességű, 6×6-os hajtásképletű szovjet tehergépkocsi, melyet 1961 januárjától gyártott az Uráli Autógyár (UralAZ) Miasszban. Az első Ural–375 széria vezetőfülkéje ponyvás takarású volt. Legnagyobb mennyiségben 1964-től 1982-ig az Ural–375D változatát gyártották. A Szovjet Hadseregben 1979-től ez lett az alapvető katonai tehergépkocsi, amely a ZiL–157-t váltotta fel. Több változatát gyártották, köztük speciális felépítménnyel szerelt változatokat is. Az Ural–375D az alapvető hordozó járműve a BM–21 Grad rakéta-sorozatvetőnek is. Később a dízelmotoros Ural–4320 váltotta fel.

## Története
A Jármű- és Motorfejlesztési Tudományos Intézet (NAMI) a szovjet védelmi minisztérium igényei alapján 1954-ben kezdte el egy 5 t teherbírású, jó terepjáróképességű háromtengelyes katonai tehergépkocsi kifejlesztését. Erre a feladatra egy külön tervezőcsoportot hoztak létre Nyikolaj  Ivanovics Korotonosko főkonstruktőr vezetésével. A tervezőcsoport többféle elrendezésű járműkoncepciót vizsgált meg, többek között 4×4, 6×4, 6×6, 8×4 és 8×8-as hajtásképlettel. Végül a háromtengelyes, 6×6-os hajtásrendszer mellett döntöttek. 1955-ben megépítettek két prototípust, a NAMI–020-as, és a nagyobb platóval ellátott NAMI–021-est.